# 88mm KwK 43 L/71

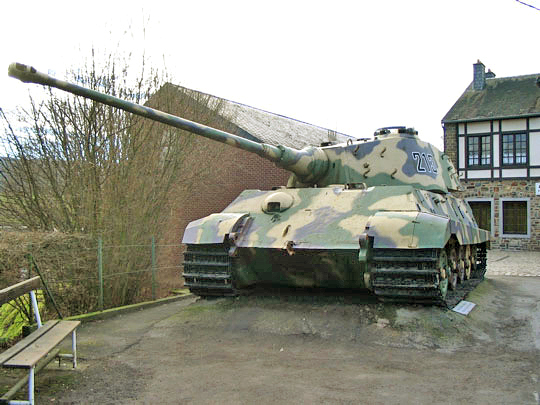
Een Tiger II met een 8,8 cm KwK 43 kanon, tentoongesteld in La Gleize, België.

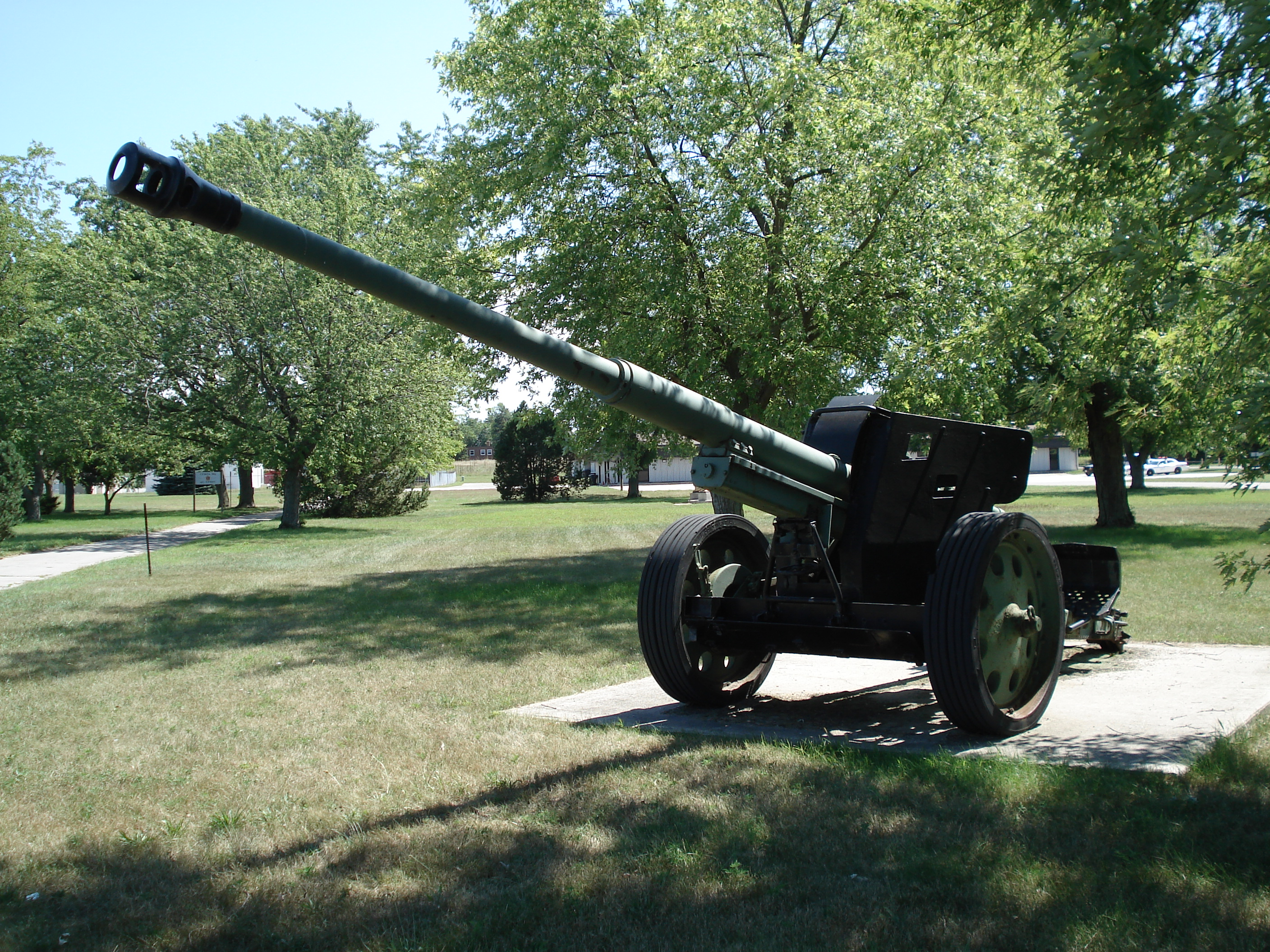
PaK 43/41 in CFB Borden.

De KwK 43 L/71 (Kampfwagenkanone — Gevechtswagenkanon) was een 8,8cm-kalibertankkanon ontworpen door Krupp en gebruikt door de Duitse Wehrmacht, tijdens de Tweede Wereldoorlog. Het was de primaire bewapening van de Panzerkampfwagen VI Ausf. B Tiger II, en tijdens de Tweede Wereldoorlog het krachtigste tankgeschut.
De Antitankgeschutversie van dit wapen stond ook wel bekend als de PaK 43. De Nashorn was het eerste voertuig uitgerust met een KwK/PaK 43.